# 井村空美
井村 空美（いむら くみ、1983年12月11日 - ）は、日本の女優、タレント。広島県廿日市市出身。身長156cm、B80・W58・H80。血液型はA型。

## 略歴
2003年ホリプロが運営するネット放送局「Net-TV」で約半年間にわたり開催された『ニューヒロイン誕生 アイドル育成ストーリー』にて第1回グランプリに輝き、芸能界デビューした。

## 出演

### 映画
- ムーンライト・ジェリーフィッシュ（2004年）
- 殺人ネット（映画初主演、2004年）- 主演・藍 役
- 東京フレンズ The Movie（2006年、「東京フレンズ The Movie」フィルムパートナーズ、監督：永山耕三）
- ハイキック・ガール!（2009年5月30日） - ケイコ 役
- 刺青 匂ひ月のごとく（2009年6月27日） - 藤堂葉月 役
- お姉チャンバラ THE MOVIE vorteX（2009年） - ミザリー 役
- パレード（2010年）
- アフロ田中（2012年） - 吉田さなえ 役
- トテチータ・チキチータ（2012年） - 凛の担任 役
- ジャッジ!（2014年1月11日公開）
- 超高速!参勤交代（2014年6月21日公開）

### テレビドラマ
- ヤンキー母校に帰る（2003年、TBS）
- ブラックジャックによろしく〜涙のがん病棟編〜（2003年、TBS）
- 陰陽少女（2004年）
- 横浜エイティーズ（2004年）
- スローダンス第1話（2005年、フジテレビ）
- きらきら研修医（2007年、TBS）
- 月曜ゴールデン （TBS）
  - 「自治会長・糸井緋芽子社宅の事件簿8」（2007年）
  - 「刑事シュート しゅうと&ムコの事件日誌2」（2010年3月15日） - 池内早苗 役
  - 漬けモノ学者・竹之内春彦 京都殺人100選（2012年9月10日） - 沢野井梨花 役
- トリハダ〜夜ふかしのあなたにゾクッとする話を 第5話「常に起こりえる監視のカタチ」（2007年3月29日、フジテレビ）
- シェイクスピアドラマスペシャル 第二夜「ロミオとジュリエット 〜すれちがい〜」（2007年、日本テレビ）
- その男、副署長〜京都河原町署事件ファイル〜（2007年、テレビ朝日）第8話 - 白井穂奈美 役
- パパとムスメの7日間（2007年8月19日、TBS）最終話 - 看護婦 役
- 天国と地獄（2007年9月8日、テレビ朝日）
- 佐々木夫妻の仁義なき戦い（2008年2月24日、TBS）第6話 - 梅子 役
- 新・科捜研の女（2008年6月5日、テレビ朝日）第7話 - 青枝智子 役
- マイガール（2009年10月 - 12月、テレビ朝日） - 中園香 役
- 崖っぷちのエリー〜この世でいちばん大事な「カネ」の話（2010年7月、テレビ朝日・朝日放送） - アミ 役
- 土曜ワイド劇場
  - 「ショカツの女5・母娘を誘拐された女刑事！容疑者は警察官か!?」（2011年1月15日、テレビ朝日・朝日放送）
  - 「温泉若おかみの殺人推理24」（2012年8月11日、テレビ朝日） - 菅原智子 役
- 遺恨あり 明治十三年 最後の仇討（2011年2月26日、テレビ朝日） - 臼井つゆ 役
- ブルドクター（2011年7月27日、日本テレビ）第4話 - 涼子 役
- 京都地検の女（2011年8月25日、テレビ朝日）
- 金曜プレステージ（フジテレビ）
  - 「医療捜査官 財前一二三2」（2011年12月16日） - 木谷ともえ 役
  - 「淋しい狩人」（2013年9月20日） - 岡本佳織 役
  - 「山村美紗サスペンス 黒の滑走路4」（2014年5月2日） - 尾崎衿子 役
- 家族八景 Nanase,Telepathy Girl's Ballad（2012年2月16日、TBS・毎日放送）第5話 - 根岸菊子 役
- 超再現!ミステリー（2012年4月17日、日本テレビ） - 秘書の内野 役
- 放課後はミステリーとともに（2012年4月23日・30日、TBS）第1回表/裏 - 西原恭子 役
- 水曜ミステリー9「刑事吉永誠一 涙の事件簿11」（2013年4月3日、テレビ東京） - 赤沢雪乃 役
- 警視庁捜査一課9係 season8（2013年8月28日、テレビ朝日）第8話 - 奥村奈保子 役

### TV特撮作品
- 超星神グランセイザー（2003年 テレビ東京・東宝）第31話 - アヤ・ステイシー 役
- 魔弾戦記リュウケンドー（2006年1月 - 12月 テレビ愛知・松竹） - 左京鈴 役
- トミカヒーロー レスキューフォース（2009年3月28日 テレビ愛知・松竹）第51話 - 泉（小学校の教師）役
- 牙狼〈GARO〉 〜闇を照らす者〜（2013年4月 - 9月 テレビ東京・東北新社） - リベラ 役

### 舞台
- TOON BULLETS!「DRAGON BOWL」（2006年1月28日 - 2月5日）
- CALL（TOKYO：東京グローブ座2009年1月30日-2月22日、OSAKA：サンケイホールブリーゼ2月26日-3月1日）

### 情報バラエティ
- 晴れドキ（中部日本放送・ローカル、「晴れドキディズニー」コーナー（VTR出演）、2004年4月 - 2005年10月）
- 美の壺（NHKテレビ）（2010年5月21日）
- おうみ発610内の「おうみ歌紀行」（NHK大津放送局）（2012年1月4日-）

### CM
- 2003年、Parado「マニキュア、マスカラ」
- 2005年、大正製薬「ホワイトアイリスフレッシュ」
- 2005年、ジャックス「人と、人のあいだに。サーフィン篇」
- 2006年、ジョンソン・エンド・ジョンソン 「ワンデーアキュビュー乱視用 同窓会篇」
- 2006年、コムスン「両親の温かさ篇」

### オーディオドラマ
- オーディオシネマ「マネーロード」（2009年、カズキ[1][2]）